# Rubidiumazid
Rubidiumazid ist eine chemische Verbindung aus Rubidium und Stickstoff. Es gehört zu den Aziden.

## Herstellung
Rubidiumazid kann aus Rubidiumcarbonat und Natriumazid hergestellt werden.
{\displaystyle {\ce {Rb2CO3 + 2NaN3 -> 2RbN3 + Na2CO3}}}
Rubidiumazid entsteht auch bei der Einwirkung von Stickstoff auf Rubidium unter dem Einfluss einer elektrischen Entladung. Parallel dazu entsteht Rubidiumnitrid.

## Eigenschaften

### Physikalische Eigenschaften
Rubidiumazid kristallisiert im tetragonalen Kristallsystem in der Raumgruppe I4/mcm (Raumgruppen-Nr. 140) mit den Gitterparametern a = 630,8 pm, c = 753,7 pm, und 4 Formeleinheiten pro Elementarzelle.

### Chemische Eigenschaften
Bei der thermischen Zersetzung von Rubidiumazid entsteht bei 310 °C neben elementarem Rubidium (60 %) auch Rubidiumnitrid. Es ist jedoch nicht explosiv.
{\displaystyle {\ce {2RbN3 -> 2Rb + 3N2 ^}}}
{\displaystyle {\ce {3RbN3 -> Rb3N + 4N2 ^}}}

## Verwendung
Durch die thermische Zersetzung der Verbindung kann elementares Rubidium gewonnen werden.